# Gian-Matteo Ranzi
Gian-Matteo Ranzi, född den 31 januari 1948 i Faenza, Italien, är en italiensk brottare som tog OS-brons i lättviktsbrottning i den grekisk-romerska klassen 1972 i München.